# Сверре Моркен
Сверре Моркен (норв. Sverre Morken; нар. 19 квітня 1945 року, Фоллдал, Гедмарк) — норвезький художник, гравер, автор нової версії національного герба (1992), численних банкнот і поштових марок Норвегії.

## Біографія

С. Моркен (1992): стилізована версія герба Норвегії

Сверре виріс на невеликій фермі у Фоллдаллі, поруч із гірським масивом Рондане. 1977 року він переїхав до Ніттедала. У молодості побував у плаваннях на Далекому Сході і в Австралії. Потім навчався в Осло різьбі по дереву та оформленні книг.
З 1972 року Моркен працював у Банку Норвегії (англ. Norges Bank) в підрозділі з виготовлення грошових знаків, де відповідав за дизайн і гравіювання лицьового боку банкнот.
Коли треба було переробити національний герб Норвегії, це завдання доручили Моркену. Його дизайн герба з 1992 року уряд країни використовує як офіційне зображення державного символу Норвегії.
Моркен має студію і галерею в Нур-Атндалені (норв. Nord-Atndalen). Тепер[коли?] на пенсії.

## Творчість
Сверре Моркен є автором чинної сьомої серії банкнот Норвегії, що емітується з 1994 року, на яких зображені видатні діячі норвезької культури:
- 50 крон (1997) — фольклорист Петер Асбйорнсен;
- 100 крон (1997) — оперна співачка Кірстен Флагстад;
- 200 крон (1994) — вчений Крістіан Біркеленд;
- 500 крон (1999) — письменниця, лауреат Нобелівської премії Сігрід Унсет;
- 1000 крон (2001) — художник Едвард Мунк.

Прикладом того, як Моркен працював над малюнками банкнот, може служити сюжет 50-кронової купюри, на якій зображений збирач народних казок Петер Крістен Асбйорнсен. На задньому плані зображені ліс і відображення води — мотиви, які можна побачити в природі Ніттедала. Вони були навіяні художнику казкою Асбйорнсена «Дівчина з гітарою в Крогскогене» (англ. Krokskogen і одночасно створюють асоціації з професією лісника, якусь мав письменник. Моркен часто вдавався у своїй творчості до ніттедальських і схожих мотивів. Такими, наприклад, є марки із зображенням сільського поштаря Роар Рамстада (Roar Ramstad) на тлі села Маго і муляра Ролла Моландера (Roll Molander) в каменоломнях (англ. Gjelleråsen.
29 червня 2004 року Сверре Моркен отримав золоту Королівську медаль заслуг (Kongens fortjenstmedalje). Він був удостоєний цієї нагороди за свої досягнення в галузі мистецтва та дизайну. Створені ним банкноти стали значним внеском в графічне мистецтво грошових знаків Норвегії, а поштові марки здобули міжнародне визнання завдяки їх високому художньому рівню і часто наводяться як приклади естетичного дизайну.

## Робота над поштовими марками
Протягом більше 30 років С. Морген гравіював поштові марки для державної поштової служби Posten Norge, і багато норвезьких марок, які виходили з-під його руки, визнавалися одними з найкрасивіших у світі.
Більше ніж за 30 років Моркен розробив понад 150 марок, що становить близько 10 % від усіх норвезьких марок, що випускалися з 1855 року. Наприклад, він причетний до багаторічної історії стандартних марок Норвегії «Поштовий ріжок». Для цієї серії Моркен виконав мініатюри віддрукованих офсетним способом випусків 1997, 2001, 2005 і 2010 років.

Створення художником марок відзначено рядом міжнародних нагород. 1994 року він був нагороджений престижною міжнародною премією Роберта Штольца, яку присуджують за найкращу поштову марку попереднього року з музичної тематики. Таку високу оцінку Моркен отримав за серію з двох марок Норвегії 1993 року «150 років від дня народження Едварда Гріга». У 2003 році Сверре Моркену довірили честь підготувати до випуску марку, присвячену 100-річчю заснування Нобелівської премії. Разом з Енцо Фінгер він також отримав «Премію за відмінність в дизайні» («Merket for God Design») — за малюнок марки, що виходила в ознаменування дня народження короля Олафа V.